# دانگاروان
دانگاروان (به انگلیسی: Dungarvan) یک شهرک ساحلی در ایرلند است که در شهرستان واترفورد واقع شده‌است. دانگاروان ۴٫۶۳ کیلومتر مربع مساحت و ۷٬۹۹۱ نفر جمعیت دارد و ۱ متر بالاتر از سطح دریا واقع شده‌است.

## خواهرخوانده
شهر ایری، پنسیلوانیا خواهرخواندهٔ دانگاروان هست.